# 5116 Korsør
5116 Korsør è un asteroide della fascia principale. Scoperto nel 1988, presenta un'orbita caratterizzata da un semiasse maggiore pari a 3,1909482 UA e da un'eccentricità di 0,1229131, inclinata di 5,23698° rispetto all'eclittica.